# Стреда-над-Бодроґом
Стреда-над-Бодроґом (словац. Streda nad Bodrogom, угор. Bodrogszerdahely) — село, громада в окрузі Требішов, Кошицький край, південно-східна Словаччина. Кадастрова площа громади — 22,63 км². Населення — 2250 осіб (за оцінкою на 31 грудня 2017 р.).
Розташоване на кордоні з Угорщиною.

## Географія
Біля села знаходиться найнижче положене місце в Словаччині — річка Бодроґ (94 м). Протікають Малокаменський канал; Горноберецький канал і Сомоторський канал.

## Історія
Перша згадка 1270 року як Zeredahel. Історичні назви: 1270-1272, 1331 рр. як Zeredahel,  1329-го як Keth Zeredahel, 1358-го як Eghazos Zerdahel, Wassarus Zerdahel, з 1927-го року — Streda nad Bodrogom, угор. Bodrogszerdahely.
1938–44 рр. під окупацією Угорщини.
1960-го року до громади приєднано село Клін-над-Бодроґом.

## Населення
| Рік:            | 1994. | 2004.   | 2014.   | 2024.   |
| --------------- | ----- | ------- | ------- | ------- |
| Кількість осіб: | 2435  | 2430    | 2284    | 2257    |
| Різниця:        |       | -0,20 % | -6,00 % | -1,18 % |

| Рік:            | 2023. | 2024.   |
| --------------- | ----- | ------- |
| Кількість осіб: | 2253  | 2257    |
| Різниця:        |       | +0,17 % |

В селі проживає 2402 осіб.
Національний склад населення (за даними перепису населення 2001 року):
- угорці — 60,02 %
- словаки — 36,44 %
- цигани — 0,49 %
- чехи — 0,08 %
- русини — 0,04 %
- українці — 0,04 %

Склад населення за приналежністю до релігії станом на 2001 рік:
- римо-католики — 41,93 %,
- греко-католики — 22,29 %,
- протестанти — 0,28 %,
- не вважають себе віруючими або не належать до жодної вищезгаданої церкви: 7,77 %